# Clover (Unternehmen)
Clover Industries Limited ist ein südafrikanischer Nahrungsmittelkonzern, der seit dem 14. Dezember 2010 an der Johannesburger Börse notiert ist. Clover stellt verschiedene Milchprodukte und Konsumgüter her, die über ein großes Verteilnetz für Kühlprodukte zu den Kunden und Konsumenten in Südafrika, Eswatini, Namibia, Botswana und Westafrika gelangen.

## Geschichte

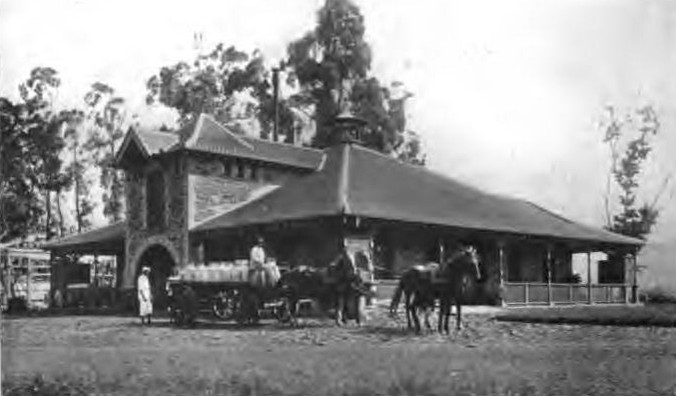
Hauptgebäude des Milchbetriebs von Joseph Baynes in Nel’s Rust, Natal, vor 1903

Einige Bauern aus den Natal Midlands gründeten 1898 in Mooi River eine Genossenschaft für die Herstellung von Butter unter dem Namen Natal Creamery Ltd. Die Milchverarbeitung wurde im folgenden Jahr auf dem Landwirtschaftsbetrieb Nel’s Rust von Joseph Baynes aufgenommen. Weil es damals noch keine rechtliche Regelung für Genossenschaften gab, wurde die Natal Creamery als Unternehmen eingetragen mit H. Blaker als erstem Vorsitzenden.
Eine Partnerschaft zwischen der Natal Creamery und Joseph Baynes Ltd für die Vermarktung von Milch in Durban, wurde im Oktober 1901 wieder aufgelöst. Natal Creamery begann 1902 mit der Verteilung von Milch in Pietermaritzburg, bereits 1903 kamen tägliche Milchlieferungen nach Johannesburg dazu, wo 1908 die Milk Supply Company Ltd übernommen wurde. 1922 war die gesetzliche Grundlage geschaffen, dass ein Jahr danach die Natal Creamery als Genossenschaft eingetragen werden konnte. 1932 war die Natal Creamery bereits landesweit an 32 Standorten tätig. Als 1934 Gesellschaften zugelassen wurden, die gänzlich in genossenschaftlichem Besitz sind, änderte die Natal Creamery ihren Namen in National Co-operative Dairies Ltd.
Clover S.A. (Pty) Ltd wurde am 10. Dezember 1993 gegründet und plante ab 1995 ein Joint Venture mit Danone. Für Clover S.A. (Pty) Ltd wurde 1997 die Holdinggesellschaft Clover Holdings Ltd gegründet. Im folgenden Jahr bildeten Danone and Clover S.A. (Pty) Ltd das Joint Venture Danone Clover (Pty) Ltd.
Im November 2003 wurde die National Co-operative Dairies Ltd in eine Aktiengesellschaft umgewandelt. Dabei wurde auch der Name zu Clover Industries Ltd geändert. Die Mehrheit waren Stammaktien im Besitz der Milchproduzenten, die Vorzugsaktien wurden frei handelbar. Clover S.A. (Pty) Ltd und Danone bildeten das Joint Venture Clover Danone Beverages Ltd.
2004 löste Clover Industries Ltd die Clover Holdings Ltd als Besitzerin der Clover S.A. (Pty) Ltd ab. Das Unternehmen wurde zu einer der größten Markenartikel-Gesellschaften im Konsumgüterbereich. Der größte Milchverarbeiter Südafrikas wurde auch zum führenden Nahrungsmittelhersteller und -vermarkter in der Region. 2005 wurden 25,1 % der Aktien von Hosken Consolidated Investments Ltd erworben, die als BBBEE-Partner dient.
Im Jahre 2006 bildete Clover S.A. (Pty) Ltd mit Fonterra aus Neuseeland das Joint Venture Clover Fonterra Ingredients (Pty) Ltd. 2007 übte Hosken Consolidated Investments Ltd die Option aus, ihren Aktienanteil auf 34,9 % zu erhöhen. Clover S.A. (Pty) Ltd kaufte 39,8 % der Aktien an Clover Danone Beverages Ltd von Danone. Der Firmenname wurde in Clover Beverages Ltd geändert.
2008 kaufte Danone Clover (Pty) Ltd einen 70-Prozent-Anteil an Mayo Dairy (Pty) Ltd. Im folgenden Jahr musste Danone Clover (Pty) Ltd dekonsolidiert und refinanziert werden. 2010 wurde Danone Clover verkauft und eine Kapitalrestrukturierung vorgenommen. Im selben Jahr wurde die Regelung aufgehoben, dass nur Milchproduzenten Stammaktien halten können. Die Stammaktien waren somit nicht mehr an Milcheinlieferungen gebunden. Weiter kaufte Danone Clover 34,9 % der Stammaktien von Hosken Consolidated Investments Ltd zurück und wandelte Vorzugsaktien in Schuldscheine um. Der Börsengang des Unternehmens erfolgte am 14. Dezember 2010.
Im Jahre 2011 übernahm Clover eine Minderheitsbeteiligung an Clover Beverages Limited mit nachfolgender Übernahme des Geschäftes mit nicht-alkoholischen Getränken durch die Clover SA. 2012 kaufte Clover die Real Juice Co. Holdings (Pty) Ltd von AVI Limited und erwarb Minderheitsbeteiligungen an Clover Botswana (Pty) Ltd und Clover Manhattan (Pty) Ltd.
2013 wurde das Clover Waters Joint Venture gegründet, in dem Clover 70 % und Nestlé 30 % Anteile hat. Das Joint Venture ermöglicht Clover das Sortiment an Marken-Getränken zu vergrößern. Clover erhielt dadurch Zugang zu den Weltmarken Nestlé Pure Life und Nestea, die im subsahara-afrikanischen Markt noch nicht präsent sind.
Im Jahr 2014 wurde zusammen mit der Clover Futurelife Joint Venture gegründet, an dem Clover und der Functional-Food-Vermarkter Futurelife je 50 % Anteil haben.

## Geschäft
Das seit 1898 in verschiedenen Formen tätige Unternehmen hat einen bedeutenden Anteil an der Entwicklung der südafrikanischen Molkerei-Industrie und der Fast-Moving-Consumer-Goods-Industrie geleistet. Clover ist ein führendes Unternehmen für Konsumgüter in Südafrika und angrenzenden Staaten. Die Kernkompetenz liegt in folgenden Bereichen:
- Herstellung von Milchprodukten und nicht-alkoholischen Getränken;
- Verteilung von gekühlt oder bei kontrollierter Umgebungstemperatur zu transportierenden Konsumgütern
- Handel und Verkauf von Fast-Moving-Consumer-Goods

Die mit dem Molkerei-Geschäft aufgebaute Geschäftsplattform erreicht mit rund 17.000 Lieferstellen einen großen Anteil der südafrikanischen Kunden und Konsumenten. Sie umfasst die ganze Wertschöpfungskette von der Herstellung bis zum Verkauf und schließt dabei auch die Logistik, das Supply-Chain-Management und die Vermarktung mit ein.